# Azimuth (revue)
 (mars 2016).
Si vous disposez d'ouvrages ou d'articles de référence ou si vous connaissez des sites web de qualité traitant du thème abordé ici, merci de compléter l'article en donnant les références utiles à sa vérifiabilité et en les liant à la section « Notes et références ».

Azimuth est une revue d'art fondée en 1959 par Piero Manzoni et Enrico Castellani, qui ne compta que deux numéros en 1959 et janvier 1960.
La revue, dont la couverture et la ligne graphique sont de Cecco Re, possédait une forte connotation théorique sur l'art et publia des textes d'intellectuels et de critiques comme Gillo Dorfles, Guido Ballo, Vincenzo Agnetti et Bruno Alfieri, des œuvres d'artistes comme Lucio Fontana, Agostino Bonalumi, Yves Klein, Jean Tinguely, Jasper Johns, Robert Rauschenberg et des poésies de Edoardo Sanguineti, Nanni Balestrini, Elio Pagliarani, Leo Paolazzi, etc.
Le numéro 2 de la revue fut publié avec les textes en trois langues, italien, anglais et français, de Enrico Castellani Continuité et nouveauté, Piero Manzoni Dimension libre, Udo Kultermann Une nouvelle conception de la peinture et Otto Piene L'obscurité et la lumière.
En décembre 1959, Manzoni et Castellani, en référence à la revue mais en différenciant son nom par l'absence du H final, ouvrirent à Milan la galerie Azimut, où eurent lieu les expositions suivantes :
- Lignes (Linee) de Piero Manzoni", 4-21 décembre 1959.
- Exposition collective avec Giovanni Anceschi, Davide Boriani, Enrico Castellani, Gianni Colombo, Gabriele Devecchi, Dadamaino, Piero Manzoni, Enzo Mari, Manfredo Massironi, Alberto Zilocchi, 22 décembre 1959 - 3 janvier 1960.
- La nouvelle conception artistique, 4 janvier - 1er février 1960.
- Enrico Castellani, 5-22 février 1960.
- Massironi, Moldow, Oehm, Uecker, 23 février -10 mars 1960.
- Heinz Mack, 11-28 mars 1960.
- Almir Mavignier, 5-15 avril 1960.
- "Motus", 15 aprile-2 maggio 1960.* "Corps d'air (Corpi d'aria) de Piero Manzoni", 3-9 mai 1960.
- "Alberti, Sordini, Verga", 11-24 mars 1960.
- Exposition collective avec Alberto Biasi, Kilian Breir, Agostino Bonalumi, Enrico Castellani, Giacomo Ganci, Gianni Colombo, Dadamaino, Heinz Mack, Piero Manzoni, Edoardo Landi, Enzo Mari, Manfredo Massironi, Almir Mavignier, Motus, Agostino Pisani, Marco Santini, 24 juin -18 juillet 1960.
- "Piero Manzoni. "Aliments d'art (Nutrimenti d'arte)", 21 juillet 1960.

## Comité de rédaction
- Piero Manzoni
- Enrico Castellani